# Hejls Sogn

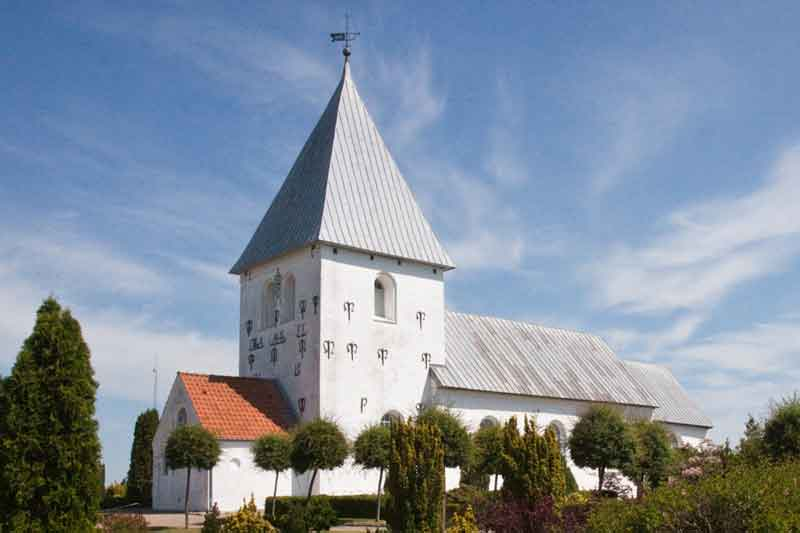
Hejls Kirke

Hejls Sogn (deutsch früher Heils) ist eine Kirchspielsgemeinde (dän.: Sogn) am Kleinen Belt im südlichen Dänemark. 
Bis 1864 gehörte der Ort zum Herzogtum Schleswig. Nach dem Deutsch-Dänischen Krieg wurde Heils zusammen mit anderen Nachbargemeinden südlich von Kolding an Dänemark übergeben. Im Gegenzug verzichtete Dänemark auf einige Enklaven in Schleswig.
Bis 1970 gehörte sie zur Harde Nørre Tyrstrup Herred im damaligen Vejle Amt, danach zur Christiansfeld Kommune im Sønderjyllands Amt, die im Zuge der  Kommunalreform zum 1. Januar 2007 in der „neuen“  Kolding Kommune in der Region Syddanmark aufgegangen ist.
Im Kirchspiel leben 953 Einwohner, davon 419 im Kirchdorf (Stand:1. Januar 2023). Im Kirchspiel liegt die Kirche „Hejls Kirke“.
Nachbargemeinden sind im Nordwesten Vejstrup Sogn und im Südwesten Aller Sogn.